# Batalla de Nola (216 a. C.)
La batalla de Nola se libró en el año 216 a. C. entre las fuerzas del general cartaginés Aníbal y una fuerza romana dirigida por Marco Claudio Marcelo. Aníbal estaba tratando de apoderarse de la ciudad de Nola, pero fracasó. Tras la primera batalla de Nola, volvería a intentar otros dos asaltos a la ciudad en los siguientes dos años, pero también fracasarían.

## Contexto histórico
El comandante cartaginés envió al sur, a Brucio, a su hermano Magón Barca, con parte de sus fuerzas, para dar la bienvenida a aquellas ciudades que abandonaran a los romanos y amenazar a las que se negaran a hacerlo. Aníbal, con el grueso del ejército, se dirigió a la Campania, donde obtuvo la defección de Capua, en aquella época, la segunda ciudad en importancia de la península, tras Roma.
Después, retomó las operaciones en Campania, tratando en vano de someter a Neapolis, y conduciendo luego a su ejército al territorio de Nola, con la esperanza de que esta ciudad se rindiera sin llegar al recurso de las armas.
El senado de Nola era favorable a mantener la alianza con Roma, pero el pueblo era favorable al comandante cartaginés. Debido a que los senadores temían no poder oponerse a la multitud, intentaron ganar tiempo, y mientras fingían intentar la defección de Aníbal, enviaron embajadores al pretor romano, Marco Claudio Marcelo, para informar de la situación de la ciudad.
Marcelo llegó a Nola, atravesando montañas, mientras que Aníbal prefirió dirigirse a Neapolis, deseoso de asegurarse una base para acoger posibles refuerzas de África. Sin embargo, al enterarse de que dicha ciudad había sido ocupada por el prefecto romano Marco Junio Silano, se dirigió hacia la Nocera Inferiore, que saqueó e incendió., y luego volvió a Nola.

## La batalla
Una vez enfrentados los dos ejércitos, ambos comandantes ordenaron a las tropas en orden de batalla, comenzando algunas escaramuzas aisladas, pero sin presentar batalla campal.
Marcelo fue informado por algunos senadores de Nola de la existencia de conversaciones secretas del pueblo con los cartagineses, para traicionar a los romanos, por lo que decidió presentar batalla. Dividió su ejército en tres partes, cada una frente a una de las puertas de la ciudad, con su mejor legión y su caballería frente a la puerta central. De repente, el prefecto romano dio orden de ataque, sorprendiendo al centro del ejército cartaginés, a la vez que también salieron los dos legados de Marcelo para atacar las alas enemigas.
El estruendo generado hizo creer a los cartagineses que estaba siendo atacado por una fuerza superior. En el encuentro, según Tito Livio, murieron  2800 cartagineses, y tan sólo 500 romanos.

En aquel día, está registrada una empresa grande para aquella guerra. El hecho de no ser vencidos por Aníbal fue, en efecto, más difícil que vencerle después
Tito Livio, XXIII, 16.16